# Place d'Assézat
La place d'Assézat (en occitan : plaça Pèire d'Assezat) est une voie de Toulouse, chef-lieu de la région Occitanie, dans le Midi de la France.

## Situation et accès

### Description
La place d'Assézat est une voie publique. Elle se situe au cœur du quartier du Capitole, dans le secteur 1 - Centre. Elle forme un triangle d'environ 170 m2. Elle est bordée, au sud, par la rue de Metz et reçoit, au nord, la rue de l'Écharpe.
La chaussée compte une seule voie de circulation automobile en sens unique, de la rue de Metz vers la rue de l'Écharpe. Elle est définie comme une zone de rencontre et la vitesse y est limitée à 20 km/h. Il n'existe pas de bande, ni de piste cyclable, quoiqu'elle soit à double-sens cyclable.

### Voies rencontrées
La place d'Assézat rencontre les voies suivantes, dans l'ordre des numéros croissants :
1. Rue de Metz
2. Rue de l'Écharpe

## Odonymie
La place est, dans les textes les plus anciens du XVe siècle, désignée comme la place du Puits-de-la-Trilhe (al pouts de Treilha en occitan médiéval, 1422) ou du Four-de-la-Trilhe. Plus loin se trouvait également la place et la rue de la Trilhe (actuelles place et rue de la Trinité) : l'origine n'en est pas claire et peut-être ce nom fait-il référence à l'auberge à l'enseigne de la Trilhe qui existait déjà au début du XIVe siècle (Hospicium majus de Trilha en latin médiéval). C'est à partir du siècle suivant qu'elle est désigné comme la place d'Assézat, à cause de la proximité de l'hôtel particulier de Pierre d'Assézat. En 1794, pendant la Révolution française, elle reçut l'appellation de place Chalier – la rue du Secourieu (actuelle rue des Marchands) devenant la rue Chalier : la municipalité révolutionnaire entendait rendre hommage à Joseph Chalier (1747-1793), leader des sans-culottes lyonnais, mais victime de la réaction des Girondins de cette ville dans les premiers temps de la Terreur et considéré comme un des premiers « martyrs de la Révolution » par les Montagnards.

## Histoire
Au Moyen Âge, la place appartient au capitoulat du Pont-Vieux. Ce n'est alors qu'un étroit carrefour sur un des principaux axes est-ouest de la ville, entre la porte Saint-Étienne (emplacement de l'actuel no 66 rue de Metz), à l'est, et le pont de la Daurade, qui franchit la Garonne à l'ouest. Elle se trouve également au cœur du quartier des marchands et des artisans et particulièrement du quartier de l'industrie textile. La place est occupée en son centre par un ormeau et un puits public, le « puits de la Trilhe ». Il existe également un four public, qui se trouve dans la maison à l'angle de la rue Gipponières (actuelle rue de l'Écharpe).
Au milieu du XVIe siècle, le riche marchand pastelier Pierre d'Assézat achète plusieurs maisons pour faire bâtir son hôtel particulier. Au XVIIe siècle, la place est toujours occupée par plusieurs marchands, dont certains accèdent au capitoulat, tels Bertrand de Cambus, capitoul en 1608-1609, et Jacques Du Conseil, capitoul en 1669-1670 et en 1684-1685 (emplacement de l'actuel no 9). C'est là également que naît Pèire Godolin, fils d'un avocat, Raimond Goldolin.
En 1703, la maison du four ayant été détruite par un incendie, Jean-François d'Assézat de Toupignon, conseiller au parlement, en cède le terrain à la ville à la condition qu'il serve à agrandir la place au-devant de son hôtel.
En 1865, la place est profondément transformée par le percement de la rue Transversale. Le projet présenté par les ingénieurs des Ponts et Chaussées, en remplacement du projet d'Urbain Maguès, prévoit la démolition de l'hôtel d'Assézat. C'est la protestation de onze architectes de la ville qui fait rectifier le tracé de la nouvelle rue.

## Patrimoine et lieux d'intérêt

### Hôtel d'Assézat
Classé MH (1914).

### Immeubles
- no  1 : immeuble (deuxième moitié du XIXe siècle)[6].
- no  9 : immeuble (1870, Frédéric Delor)[7].

## Personnalités
- Pèire Godolin (1580-1649): poète toulousain de langue occitane, auteur du Ramelet moundi, il est né dans une maison de la place d'Assézat (emplacement de l'actuel no 9 rue de Metz).